# Entre Ríos (Cochabamba)
Entre Ríos è un comune (municipio in spagnolo) della Bolivia nella provincia di Carrasco (dipartimento di Cochabamba) con 39 795 abitanti (dato 2010).

## Cantoni
Il comune è formato dall'unico cantone omonimo. La città principale è Bulo Bulo.